# (5289) Niemela
(5289) Niemela es un asteroide perteneciente al cinturón de asteroides descubierto el 28 de mayo de 1990 por el equipo del Observatorio Félix Aguilar desde el Complejo Astronómico El Leoncito, San Juan, Argentina.

## Designación y nombre
Designado provisionalmente como 1990 KG2. Fue nombrado Niemela en homenaje a la astrónoma finlandesa Virpi Niemela, nacida en Helsinki y se trasladó a Argentina a la edad de 17 años. Recibió su doctorado en astronomía en el Observatorio de La Plata, donde ha desarrollado su trabajo. Su principal campo de investigación son las estrellas masivas, un área a la que ha contribuido con más de 150 artículos redactados.

## Características orbitales
Niemela está situado a una distancia media del Sol de 3,011 ua, pudiendo alejarse hasta 3,258 ua y acercarse hasta 2,764 ua. Su excentricidad es 0,082 y la inclinación orbital 10,39 grados. Emplea 1908,92 días en completar una órbita alrededor del Sol.

## Características físicas
La magnitud absoluta de Niemela es 12,5. Tiene 9,86 km de diámetro y su albedo se estima en 0,263. 